# 防己冠網蝽
防己冠網蝽（学名：Stephanitis subfasciata）为網蝽科冠網蝽屬下的一个种。